# Duilio Coletti
Duilio Coletti (28 de diciembre de 1906-22 de mayo de 1999) fue un director de cine y guionista italiano. Dirigió 29 películas entre 1934 y 1977. Su película Submarine Attack entró al Festival Internacional de Cine de Berlín número 4.

## Filmografía selecta
- Mr. Desire (1934)
- Cuore (1948)
- Wanda, la peccatrice (1952)
- Submarine Attack (1954)
- Gli italiani sono matti/Los italianos están locos (1957, codirigida por Luis M. Delgado)
- Sotto dieci bandiere/Bajo diez banderas (1960)
- Lo sbarco di Anzio/La batalla de Anzio (1968, codirigida por Edward Dmytryk)
- Valdez il mezzosangue/Caballos salvajes (1973, codirigida por John Sturges)